# Diego Boris Macciocco
Diego Boris Maccioco (San Antonio de Padua, Merlo, Buenos Aires; 16 de noviembre de 1961) es docente y músico argentino. Fue elegido presidente del Instituto Nacional de la Música (INAMU) en dos ocasiones, períodos 2014-2018 y 2018-2022 .
Ha tenido una destacada participación en la creación de la Unión de Músicos Independientes (UMI), entidad que presidió desde el año 2002 hasta el 2009. Posteriormente ejerció la presidencia de la Federación Independiente de Músicos de la Argentina (FIMA) y luego, entre 2010 al 2012, de la Federación Argentina de Músicos Independientes (FA-MI). En su búsqueda constante de mejorar las condiciones para los músicos de la Argentina ha colaborado en la redacción de los siguientes proyectos de ley: Creación del Instituto Nacional de la Música (Ley Nacional de la Música, parte I), Ley de Servicios de Comunicación Audiovisual, Régimen de Concertación para la Actividad Musical No Oficial de la Ciudad Autónoma de Buenos Aires, Régimen de Reconocimiento a la Actividad Musical (Provincia de Buenos Aires y Ciudad Autónoma de Buenos Aires), Ley que declara Día Nacional del Músico el 23 de enero (en conmemoración al nacimiento de Luis Alberto Spinetta). Todas estas acciones lo llevaron a ser el primer presidente del Instituto Nacional de la Música (INAMU).

## Comienzos
Comenzó su actividad musical en el año 1983 integrando junto a Carlos Viola el dúo Faunos. Durante esa década son convocados para la composición de varias bandas de sonido, entre la que se destaca la realizada para la película documental argentina DNI (La otra historia - 1989) de Luis Brunati. En ese momento edita el primer disco independiente con la banda sonora de dicha película donde intervienen, entre otros, Litto Nebbia y Teresa Parodi.

## Años 1990: La Resistencia y los recitales ambulantes
En paralelo a su labor como docente en la provincia de Buenos Aires, participa de diversos proyectos de carácter experimental junto a músicos barriales y actores vocacionales. Es en estos años que empiezan a tomar forma una serie de recitales ambulantes que dejan de lado los escenarios tradicionales y proponen el uso de transportes masivos como nuevas plataformas de expresión. Entre las presentaciones más recordadas se encuentra el recital ofrecido junto a su nuevo grupo La Resistencia en el año 1997, montado sobre la estructura de un camión con acoplado de 13 metros, a lo largo de la calle más transitada de la República Argentina: la Avenida Corrientes (C.A.B.A). El recorrido abarcó desde la calle Callao hasta el Obelisco Porteño. Al año siguiente repite la experiencia, esta vez sobre un barco aguatero desde Puente Avellaneda hasta la zona de Caminito (La Boca). De este período son los discos: "Amores a primera vista" (1991), "Rebeldía frívola " (1995)  y  "20 años y un amor" (2000).

## Años 2000: El disco “Ayer”, Unión de Músicos Independientes, La Tolva.
El último de los recitales ambulantes (hasta la actualidad) se dio lugar en el año 2001, arriba de un vagón playo y una locomotora Diesel, recorriendo las principales estaciones de la zona oeste del conurbano bonaerense. Considerado el primer recital sobre una formación ferroviaria y recorrido urbano a nivel mundial. Los recitales Andante, Flotante y Sobre Rieles, quedaron plasmados en el documental "Construyendo Sueños" emitido en noviembre de 2001 y febrero de 2002 en canal 7 (Hoy Tv Pública) 
En el año 2004 edita el Disco Multimedia "Ayer", una gráfica troquelada en forma de tren que incluye el documental Construyendo Sueños y 8 canciones grabadas especialmente para el disco.

### Unión de Músicos Independientes
En el año 2001 nació la Unión de Músicos Independientes (UMI), una asociación civil sin fines de lucro, creada con la intención de impulsar la autogestión en artistas independientes de diversos géneros musicales y establecer mejores condiciones de producción, difusión y distribución dentro de la escena musical argentina. Asimismo, otro de los objetivos de la entidad consiste en favorecer la circulación de música en vivo del sector autogestivo. Por su intermedio miles de intérpretes musicales independientes de distintas partes del país han podido publicar sus discos de manera profesional y acceder a información imprescindible para el ejercicio de su actividad.
Por la tarea desarrollada la UMI ha recibido importantes premios, reconocimientos y menciones. Entre ellos, el Konex de Platino (2005), Declaración de interés parlamentario por la Cámara de Diputados de la Nación (2004) y Declaración de interés cultural por la Legislatura de la Ciudad Autónoma de Buenos Aires (2004). Como parte de sus acciones, el 8 de febrero de 2008 el Tribunal Superior de Justicia declaró la inconstitucionalidad de tres de las normas denunciadas por la Unión de Músicos Independientes ante la falta de espacios para tocar en la Ciudad Autónoma de Buenos Aires.
Desde el año 2006 la citada asociación forma parte de Músicos Argentinos Convocados y desde 2010 de la Federación Argentina de Músicos Independientes (FA-MI), que nuclea a organizaciones de músicos independientes de diferentes localidades y provincias. En forma conjunta con estas organizaciones, se trabajó intensamente y logró la aprobación de las leyes del Instituto BAMUSICA (Ciudad Autónoma de Buenos Aires), Ley de Creación del Instituto Nacional de la Música y de los artículos Nºs 65 y 97 de la Ley de Servicios de Comunicación Audiovisual. Diego Boris, como socio fundador y presidente de la UMI, integró el Grupo Redactor del proyecto de Creación del INAMU, paso previo a la Ley Nacional de la Música[iii].
Como parte de su labor, en todas las entidades que ha presidido (incluyendo el INAMU en la actualidad), Diego Boris se ha ocupado de transmitir a los músicos de la Argentina sus derechos básicos (intelectuales y laborales), así como la importancia de la acción federal y colectiva. En este camino, ha recorrido las distintas provincias dando charlas informativas, abiertas y gratuitas, acerca de cuestiones legales, laborales y asociativas vinculadas a la actividad musical. Estas charlas se han llevado a cabo en diversos ámbitos como universidades, conservatorios, centros culturales, clubes barriales, sociedades de fomento, organismos públicos, entre otros. También ha sido invitado por países como Colombia, donde expuso en el VI Congreso Nacional de Música (2011).

### La Tolva

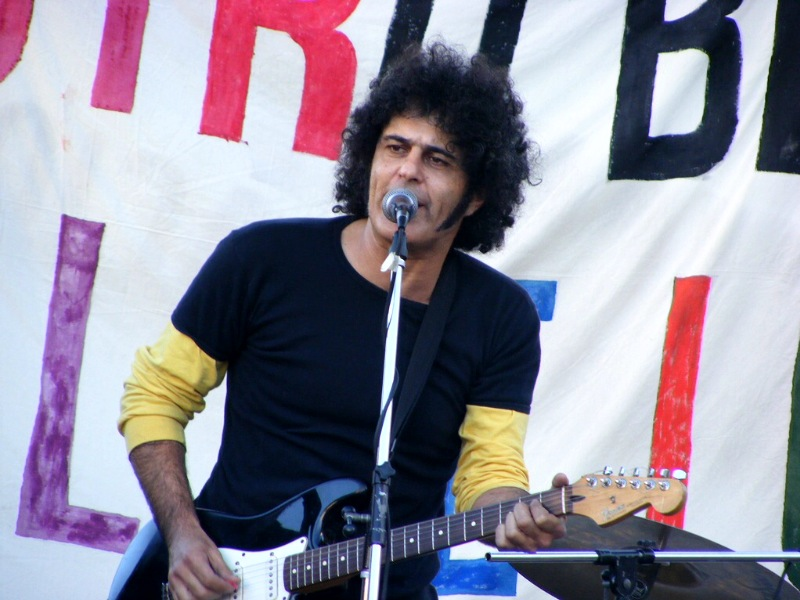
Docente y músico, presidente del Instituto Nacional de la Música (INAMU) Argentina

Para el año 2007 junto al reconocido músico Alejandro Schanzenbach da forma a La Tolva, una propuesta de raíz netamente roquera, en clave de power trío. Entre los años 2007 y 2013 editan cuatro discos: “Vol.1” (2007), “Vol. 2” (2009), “Vol. 3” (2010) y  “4 Edición” (2013)[iv].
Recital en la Base Marambio, Antártida Argentina (2011) En octubre/noviembre del año 2011 los músicos de La Tolva (junto a Omar Garayalde, Jazz y Walter Slongo ,Tango) se convirtieron en la primera banda de rock en tocar sobre el hostil y desafiante terreno de la Antártida Argentina. La banda estadounidense de hard rock Metallica haría lo mismo tres años después.

## Ley Nacional de la Música
Diego Boris fue uno de los redactores e impulsores del proyecto de Ley de Creación del INAMU, también conocido como Ley de la Música. Dicho proyecto surgió de una experiencia inédita, federal y colectiva donde los músicos se organizaron para participar en la definición de los puntos principales de la Ley, de acuerdo al consenso que hubo sobre las necesidades que tenía la actividad musical de mejorar sus condiciones de producción, circulación y difusión.
Luego de un largo camino, el 28 de noviembre de 2012, se aprobó por unanimidad -tanto en general como en particular- la Ley de Creación del INAMU en el Senado de la Nación Argentina. El 11 de enero de 2013 se promulgó con su publicación en el Boletín Oficial. En marzo de 2014 se designaron como autoridades del organismo a los músicos Diego Boris (presidente) y Celsa Mel Gowland (vicepresidente).

## Instituto Nacional de la Música (INAMU)
El Instituto Nacional de la Música INAMU es un órgano específico de fomento para la actividad musical en general y la nacional en particular. Fue creado por la Ley N° 26.801. Su figura técnico legal es la de ente público no estatal. Esta figura mixta permite articular federalmente políticas públicas entre representantes del Estado y diversas organizaciones de la actividad musical.
El INAMU tiene entre sus funciones: promover la actividad musical en todo el territorio de la República Argentina, proteger la música en vivo, fomentar la producción fonográfica y de videogramas, propiciar entre los músicos el conocimiento y los alcances de la propiedad intelectual, de las entidades de gestión colectiva, así como de aquellas instituciones que defienden sus intereses y derechos como trabajadores, y contribuir a la formación y perfeccionamiento de los músicos en todas sus expresiones y especialidades.
En esta etapa fundacional, el INAMU se encuentra desarrollando las siguientes acciones: creación de una estructura normativa y administrativa para el funcionamiento del organismo a nivel nacional, creación de seis sedes regionales, articulación con asociaciones de músicos y diversas organizaciones de la actividad musical de todo el país con el objetivo de garantizar el federalismo, creación del Registro Único de Músicos Nacionales y Agrupaciones Musicales Nacionales, implementación de una Convocatoria de Fomento anual, publicación de una colección de Manuales de Formación Integral para el Músico, construcción del Circuito Estable de Música en Vivo, el Circuito Cultural Social y el Circuito Universitario de Música Independiente, realización de charlas, clínicas y talleres para la Formación Integral del Músico en las 24 provincias del país, promoción del conocimiento de los Derechos Intelectuales en la Música y de las entidades de gestión colectiva, y la implementación de la “actuación necesaria de músico nacional” en ocasión de que un músico o agrupación musical extranjera se presente en vivo en el país.